# Melvin Manhoef
Melvin Manhoef (Paramaribo, 11 mei 1976) is een Surinaams-Nederlands kickbokser en MMA-vechter. Hij was van 10 september 2005 tot 2007 kampioen lichtzwaargewicht (tot 95 kilo) van de MMA-organisatie Cage Rage en werd in augustus 2009 kampioen middengewicht (tot 85 kilo) bij kickboksorganisatie It's Showtime. Daarnaast kwam hij uit bij onder meer de organisaties K-1, Strikeforce en Bellator MMA.

## Carrière
Manhoef werd geboren in de Surinaamse hoofdstad Paramaribo en verhuisde toen hij drie jaar oud was met het gezin naar Rotterdam. Hij voetbalde tijdens zijn jeugd en maakte kennis met Muay Thai door zijn jongere broer. Op 18-jarige leeftijd had hij zijn eerste gevecht, die hij won middels een beslissing.
Manhoef vocht in mei 2016 om de Bellator-titel in het middengewicht tegen regerend kampioen Rafael Carvalho, maar verloor op basis van een verdeelde jurybeslissing. Deze uitslag was niet onbetwist. Vijf grote MMA-media zagen Manhoef allemaal als winnaar. Vaste Bellator-commentator en analist Jimmy Smith sprak zijn afschuw uit over de jurybeslissing ("I am disgusted that this fight went this way for Rafael Carvalho. I am disgusted for the sport right now. That's all I can say about it – that I can say on TV.).

## Familie
Melvin Manhoef heeft een zoon, Million Manhoef. Hij speelt in het eerste elftal bij Stoke City.